# 가와베촌 (후쿠시마현)
가와베촌(川部村)은 후쿠시마현 남동부, 이와키군에 속했던 촌이다. 1955년 4월 29일 가와베촌 및 나코소정·우에다정·니시키정·야마다촌 등 5개 정·촌이 합병하여 나코소시가 신설되고 폐지되었다. 이와키시 남동부가 가와베촌이 있던 곳이다.

## 역사
- 1889년 4월 1일 - 정촌제 시행에 의해 기쿠다군 가와베촌이 성립하였다.
- 1896년 4월 1일 - 군 통합에 수반해 이와키군에 이관되었다.
- 1955년 4월 29일 - 가와베촌 및 나코소정·우에다정·니시키정·야마다촌 등 5개 정·촌이 합병하여 나코소시가 신설되고, 가와베촌 등은 폐지되었다.

## 교통

### 도로
조반 자동차도가 가와베촌 촌역이었던 지역을 통과하나, 가와베촌이었던 당시에는 미개통이었다.

## 참고 문헌
- 角川日本地名大辞典 7 福島県